# Dumalneg
Dumalneg è una municipalità di quinta classe delle Filippine, situata nella Provincia di Ilocos Norte, nella Regione di Ilocos.
Dumalneg è formata dal solo baranggay omonimo.